# Юран, Артём Сергеевич
Артём Серге́евич Юра́н (род. 24 июня 1997, Дюссельдорф, Германия) — российский футболист, защитник клуба «Пари НН-2».

## Клубная карьера
Сын футболиста и тренера Сергея Юрана. Родился в 1997 году в Дюссельдорфе (в сезоне 1996/97 отец выступал за местную «Фортуну»). Начинал обучаться в школе красногорского «Зоркого», с 2008 года по февраль 2015 — в академии ЦСКА. В сезонах 2015-2016 играл за «Зоркий» / КСДЮСШОР «Зоркий» в группе «А» чемпионата Московской области, в сезоне-2017, после вылета — в группе «Б» за КСШОР «Зоркий». С сезона 2017/18 играл за профессиональную команду «Зоркого», которую стал тренировать отец, в первенстве ПФЛ. В феврале 2020 года вслед за отцом перешёл в клуб ФНЛ «Химки», до конца сезона не провёл ни одного матча. В сентябре стал игроком клуба первой лиги Латвии «Динамо» (Рига), за который сыграл два матча. В феврале 2021 года подписал контракт с командой высшей лиги Латвии «Ноа Юрмала». Из-за отзыва лицензии клуб не проводил матчей, и Юран вскоре покинул команду. В первой половине сезона 2021/22 сыграл 6 матчей в первенстве ФНЛ-2 за «Ротор-2». В феврале 2022 года, как и отец, подписал контракт с «Химками». Дебютировал в чемпионате 9 апреля матче против ЦСКА (4:2), выйдя на 89-й минуте.